# 翹嘴旗鱂
翹嘴旗鱂，為輻鰭魚綱鯉齒目鰕鱂亞目鰕鱂科的其中一種，為熱帶淡水魚，分布於非洲剛果民主共和國Wamba河流域，體長可達5.5公分，棲息在溪流底中層水域，生活習性不明。

## 擴展閱讀
維基物種上的相關：翹嘴旗鱂